# Chilo thyrsis
Chilo thyrsis là một loài bướm đêm trong họ Crambidae.